# Eligmoderma politum
Eligmoderma politum là một loài bọ cánh cứng trong họ Cerambycidae.